# Джонс, Дэнни
Дэниел Дэвид Алан Джонс (англ. Daniel Alan David «Danny» Jones, род. 12 марта 1986, Болтон, Большой Манчестер, Англия) — известен как Дэнни Джонс, участник британской поп-рок группы McFly, которая состоит также из Тома Флетчера (вокал, гитара, фортепиано), Гарри Джадда (ударные) и Дуги Пойнтера (бэк-вокал, бас-гитара). Дэнни Джонс является вокалистом и гитаристом.
Их первые два сингла сразу же заняли первое место в чартах. Впервые группа стала популярна в 2004 году, выпустив свой первый альбом Room On The 3rd Floor. Позже группа выпустила ещё 4 студийных альбома: Wonderland (2005), Motion In the Ocean (2006), Radio: ACTIVE (2008), Above The Noise (2010).
Группа снималась в множестве телешоу и в фильме «Поцелуй на удачу» с Линдси Лохан и Крисом Пайном, где сыграли самих же себя.
Также Дэнни Джонс участвовал в популярном британском шоу «Popstar To Operastar», что в переводе означает «Поп-звезды Для Оперы». Выбыл он на 4-й неделе, проиграв Марселле Детройт.
Джонс, выступил соавтором всех пяти альбомов McFly. Он также написал три собственных сольных треков на первых трёх альбомах McFly. Он также выпустил треки для McFly и других музыкантов;. Например, он спродюсировал песню «Only The Strong Survive» из четвёртого альбома McFly «Radio: ACTIVE». Джонс так же считается продюсером шестого альбома McFly, который должен быть выпущен в 2013 году.

## Личная жизнь
Встречался с Мисс Англия 2008 Лорой Коулман и актрисой из России Викторией Забровской.
В 2007 году Дэнни встречался и жил с Мисс Англия 2007 Джорджией Хорсли. В 2015 году они сыграли свадьбу, а в 2017 году объявили, что ожидают первенца.